# Sztobi piramisok
A Sztobi piramisok a turisták körében az egyik legnépszerűbb sziklapiramis Bulgáriában. A Bulgária területén található veszélyeztetett és már kihalt fajokat bemutató Vörös Könyvben kritikusan veszélyeztetett természeti élőhelyként szerepel.
Sztob falu felső részén találhatók, a Rila-hegység nyugati részén. Hegyes és tű alakú, és többnyire piramis- vagy kúp formájú felszínformák jellemzik. Ezek némelyike 0,8-1,0 méter átmérőjű, gombára emlékeztető kősapkával végződik. Az egyes formák átlagos magassága 6-10 méter, a legmagasabbak elérik a 12 métert. Az alakzatok összekapcsolódó töve festői és igen változatos csoportokat alkot. Az üledékek színe a világossárgától a sötétbarnáig és vörösig változik. A természeti látványosság kisebb része északi, nagyobb része déli lejtőn található. 1964-ben a Sztobi piramisokat természeti látványosságnak nyilvánították.
A területen a legjellemzőbbek a növényzettől mentes vagy a fejlődés kezdeti szakaszában lévő növényi közösségekkel rendelkező sziklák. Túlsúlyban vannak a meleg- és a szárazságkedvelő szubmediterrán növények. Előfordul a téli tölgy, a gyertyán, a som, a mandula körte, az olíva körte, a brekina és a mezei szil. A cserjék közül gyakori a közönséges som, a mogyoró, a közönséges galagonya, közönséges olajbogyó, valamint az erodált vagy sziklás helyeken a sás, a közönséges szömörce, a közönséges boróka, a vörös boróka, a torma, a lisztes berkenye és az orgona.

## Fordítás
- Ez a szócikk részben vagy egészben  a(z)   Стобски пирамиди című bolgár Wikipédia-szócikk ezen változatának fordításán alapul.  Az eredeti cikk szerkesztőit annak laptörténete sorolja fel. Ez a jelzés csupán a megfogalmazás eredetét és a szerzői jogokat jelzi, nem szolgál a cikkben szereplő információk forrásmegjelöléseként.